# Luminița Anghel
Luminița Anghel (ur. 7 października 1968 w Bukareszcie) – rumuńska piosenkarka, osobowość telewizyjna, reprezentantka Rumunii w 50. Konkursie Piosenki Eurowizji (2005), polityk.

## Życiorys

### Wczesne lata
Urodziła się w Bukareszcie. Ukończyła Popularną Szkołę Artystyczną w sekcji wokalnej oraz zaliczyła fakultet z socjologii i psychologii na Uniwersytecie Spiru Haret.

### Kariera
Po raz pierwszy wystąpiła na scenie w wieku ośmiu lat. Jako nastolatka była związana z zespołem Doina, z którym grała koncerty w kraju i za granicą. W 1993 roku wystąpiła solowo na Festiwalu Muzycznym w Mamaji, podczas którego zdobyła pierwszą nagrodę. W 1994 roku uczestniczyła w finale rumuńskich eliminacjach eurowizyjnych Selecția națională, w którym zaśpiewała dwie piosenki: „Speranta” i „Nu e prea tarziu”, nagraną w duecie z Gabrielem Cotabițą. W 1995 roku zajęła trzecie miejsce na festiwalu w Mamaji oraz zagrała epizodyczną rolę piosenkarki w tawernie w filmie Captain Conan w reżyserii Bertrarda Taverniera. W 1996 roku z piosenką „Incotro soarta”, nagraną z zespołem Sfinx Experience, zajęła piąte miejsce w konkursie Selecția națională. W 1998 roku nagrała piosenkę „Europa” wraz z Laurą Stoicą, Danielą Vlădescu, Nicoletą Nicolą, Mihaiem Alexandru i Aurelianem Temișanem. Zakwalifikowała się z nią do finału krajowych eliminacji eurowizyjnych Selecția națională 1998, w którym wspólnie zajęli szóste miejsce. W tym samym roku wydała swój debiutancki solowy album studyjny, zatytułowany Șansa e de partea mea. Została też VJ-em programu prezentującego krajową listę przebojów. W 1999 roku została prowadzącą program TVR 1 Care pe Care.
W 2000 roku ponownie uczestniczyła w krajowych eliminacjach eurowizyjnych. Z piosenką „M-ai inselat” zajęła szóste miejsce w finale. W 2001 roku zdobyła pierwszą nagrodę za najlepszy występ podczas Międzynarodowego Festiwalu The Golden Stag organizowanego w Rumunii, a także wydała drugi album studyjny, zatytułowany Promisiuni. W 2002 roku wygrała Maltański Festiwal „Piosenka dla Europy” w kategorii Najlepszy międzynarodowy głos, a także poprowadziła programy Pretul succesului i Ofertă specială. W marcu zajęła piąte miejsce w finale rumuńskich eliminacji eurowizyjnych Selecția națională 2002 z piosenką „All I Want”. W 2003 roku zdobyła tytuł najlepszego międzynarodowego występu podczas Międzynarodowego Festiwalu „Głos Azji”, a także zajęła drugie miejsce z piosenką „I Ask You Why” na Międzynarodowym Festiwalu Twórczego w Kairze. Została również prowadzącą program Start în viață. W latach 2002–2009 zajmowała się organizacją prywatnych imprez dla firmy Enterntainment Intl S.R.L..
W 2005 roku z piosenką „Let Me Try” zakwalifikowała się do finału Selecția națională 2005, rozgrywanego 5 marca. Zajęła w nim pierwsze miejsce po zdobyciu 206 punktów, dzięki czemu została reprezentantką Rumunii w 50. Konkursie Piosenki Eurowizji w Kijowie. Przed występem w konkursie odbyła promocyjną trasę koncertową, obejmującą występy w Grecji oraz na Cyprze i Malcie. 19 maja wystąpiła w półfinale konkursu i z pierwszego miejsca zakwalifikowała się do finału, rozgrywanego 21 maja. Zajęła w nim trzecie miejsce po zdobyciu łącznie 158 punktów, w tym m.in. maksymalnych not 12 punktów z Hiszpanii, Izraela i Portugalii. Podczas występu towarzyszył jej zespół Sistem w składzie: Toth Zoltan, Robert Magheti, Claudiu Purcarin, Mihai Ciprian Rogojan i Florin Catalin Romascu. Jeszcze w 2005 roku wcieliła się w postać Eli w serialu Secretul Mariei oraz wystąpiła gościnnie w produkcjach TVRi, Piata Divertis i Trasniti in NATO. Prowadziła też program TVRi Ești femeia perfecta?. W 2006 roku prowadziła program Da-i papucii.
W 2008 roku została ambasadorką marki kosmetycznej Garnier. W 2010 roku z piosenką „Save Their Lives”, nagraną z Tonym Tomasem i Adrianem Piperem, zakwalifikowała się do finału konkursu Selecția națională 2010, który odbył się 6 marca. Muzycy zajęli w nim drugie miejsce, ex aequo z Cătălinem Josanem. W tym samym roku piosenkarka użyczyła głosu Madame Gothel w rumuńskiej wersji językowej filmu animowanego Zaplątani. W 2013 roku z piosenką „Unique” została zakwalifikowana do stawki półfinałowej Selecția națională 2013. 23 lutego wystąpiła w pierwszym półfinale i z pierwszego miejsca awansowała do finału, rozgrywanego 9 marca. Zajęła w nim trzecie miejsce. W 2015 roku ponownie dostała się do konkursu Selecția națională 2015, tym razem z piosenką „A Million Stars”, z którą zajęła drugie miejsce w finale eliminacji eurowizyjnych, odbywających się 8 marca.

### Życie prywatne
W 2008 roku była kandydatką Partii Socjaldemokratycznej w wyborach parlamentarnych do Izby Deputowanych. Przegrała z Eleną Udreą.
W październiku 2011 roku wzięła ślub cywilny ze swoim partnerem, Silviu Dumitriadem. W marcu 2012 roku para wzięła chrześcijańsko-ortodoksyjny ślub w Hiszpanii.

## Dyskografia

### Albumy studyjne
- Șansa e de partea mea (1998)
- Promisiuni (2001)

## Telewizja
- 1998: Music Charts (Prima TV) – VJ
- od 1999: Care pe Care (TVR 1) – prowadząca program
- 2002: Pretul succesului (TVR 2) – moderator dyskusji
- 2002: Ofertă specială (TVRi) – prowadząca program
- od 2003: Start în viață (TVRi) – prowadząca program
- od 2005: Ești femeia perfecta? (TVRi) – prowadząca program
- 2005: Secretul Mariei – jako Eli
- 2005: Piata Divertis (TVRi) – jako ona sama
- 2005: Trasniti in NATO (TVRi) – jako ona sama
- 2006: Da-i papucii (Antena 1) – prowadząca program

## Filmografia
- 1996: Capitanul Conan – jako piosenkarka w tawernie
- 2010: Zaplątani – Madame Gothel (dubbing)